# Simulium multifurcatum
Simulium multifurcatum es una especie de insecto del género Simulium, familia Simuliidae, orden Diptera.
Fue descrita científicamente por Zhang, 1991.